# مديرية بني سعد

تعديل مصدري - تعديل

مديرية بني سعد إحدى مديريات محافظة المحويت اليمنية والتي تقع إلى الغرب من العاصمة صنعاء. بلغ عدد سكانها 59015 نسمة عام 2004.

موقع مديرية بني سعد في محافظة المحويت